# 中央 (蕨市)
中央（ちゅうおう）は、埼玉県蕨市の町名。現行行政地名は中央一丁目から中央七丁目。郵便番号は、335-0004（蕨郵便局管区）。

## 地理

### 地価
住宅地の地価は、2017年（平成29年）1月1日の公示地価によれば、中央四丁目10-19の地点で26万5000円/m2となっている。

## 歴史
- 1966年（昭和41年）10月1日 - 蕨市大字塚越末広町・大字蕨・大字塚越の各一部から成立した[5]。

## 地名の由来
蕨市の中央に位置することから付けられた。

## 世帯数と人口
2017年（平成29年）10月1日現在の世帯数と人口は以下の通りである。
| 丁目       | 世帯数     | 人口     |
| ---------- | ---------- | -------- |
| 中央一丁目 | 2,207世帯  | 4,297人  |
| 中央二丁目 | 1,972世帯  | 4,051人  |
| 中央三丁目 | 1,820世帯  | 3,190人  |
| 中央四丁目 | 1,223世帯  | 2,242人  |
| 中央五丁目 | 955世帯    | 1,880人  |
| 中央六丁目 | 1,137世帯  | 2,319人  |
| 中央七丁目 | 1,456世帯  | 3,338人  |
| 計         | 10,770世帯 | 21,317人 |

## 小・中学校の学区
市立小・中学校に通う場合、学区は以下の通りとなる。
| 丁目       | 番地                                  | 小学校             | 中学校           |
| ---------- | ------------------------------------- | ------------------ | ---------------- |
| 中央一丁目 | 18〜22番                              | 蕨市立南小学校     | 蕨市立第一中学校 |
| 中央一丁目 | 23〜35番                              | 蕨市立北小学校     | 蕨市立東中学校   |
| 中央一丁目 | その他                                | 蕨市立中央東小学校 | 蕨市立東中学校   |
| 中央二丁目 | 2〜7番 14番 15番36〜39号 17番18〜27号 | 蕨市立中央東小学校 | 蕨市立東中学校   |
| 中央二丁目 | その他                                | 蕨市立中央東小学校 | 蕨市立第一中学校 |
| 中央三丁目 | 2番 13〜14番                          | 蕨市立北小学校     | 蕨市立東中学校   |
| 中央三丁目 | 15〜18番                              | 蕨市立北小学校     | 蕨市立第二中学校 |
| 中央三丁目 | 19番 21番                             | 蕨市立中央小学校   | 蕨市立第二中学校 |
| 中央三丁目 | 6〜9番 22〜31番                       | 蕨市立中央小学校   | 蕨市立第一中学校 |
| 中央三丁目 | その他                                | 蕨市立中央小学校   | 蕨市立東中学校   |
| 中央四丁目 | 1〜2番 13〜21番                       | 蕨市立北小学校     | 蕨市立第二中学校 |
| 中央四丁目 | 6〜9番                                | 蕨市立中央小学校   | 蕨市立第一中学校 |
| 中央四丁目 | その他                                | 蕨市立中央小学校   | 蕨市立第二中学校 |
| 中央五丁目 | 1〜2番 12〜17番                       | 蕨市立北小学校     | 蕨市立第二中学校 |
| 中央五丁目 | その他                                | 蕨市立中央小学校   | 蕨市立第二中学校 |
| 中央六丁目 | 7〜16番                               | 蕨市立中央小学校   | 蕨市立第二中学校 |
| 中央六丁目 | 1〜2番 6番                            | 蕨市立中央小学校   | 蕨市立第一中学校 |
| 中央六丁目 | その他                                | 蕨市立中央東小学校 | 蕨市立第一中学校 |
| 中央七丁目 | 全域                                  | 蕨市立中央東小学校 | 蕨市立第一中学校 |

## 交通

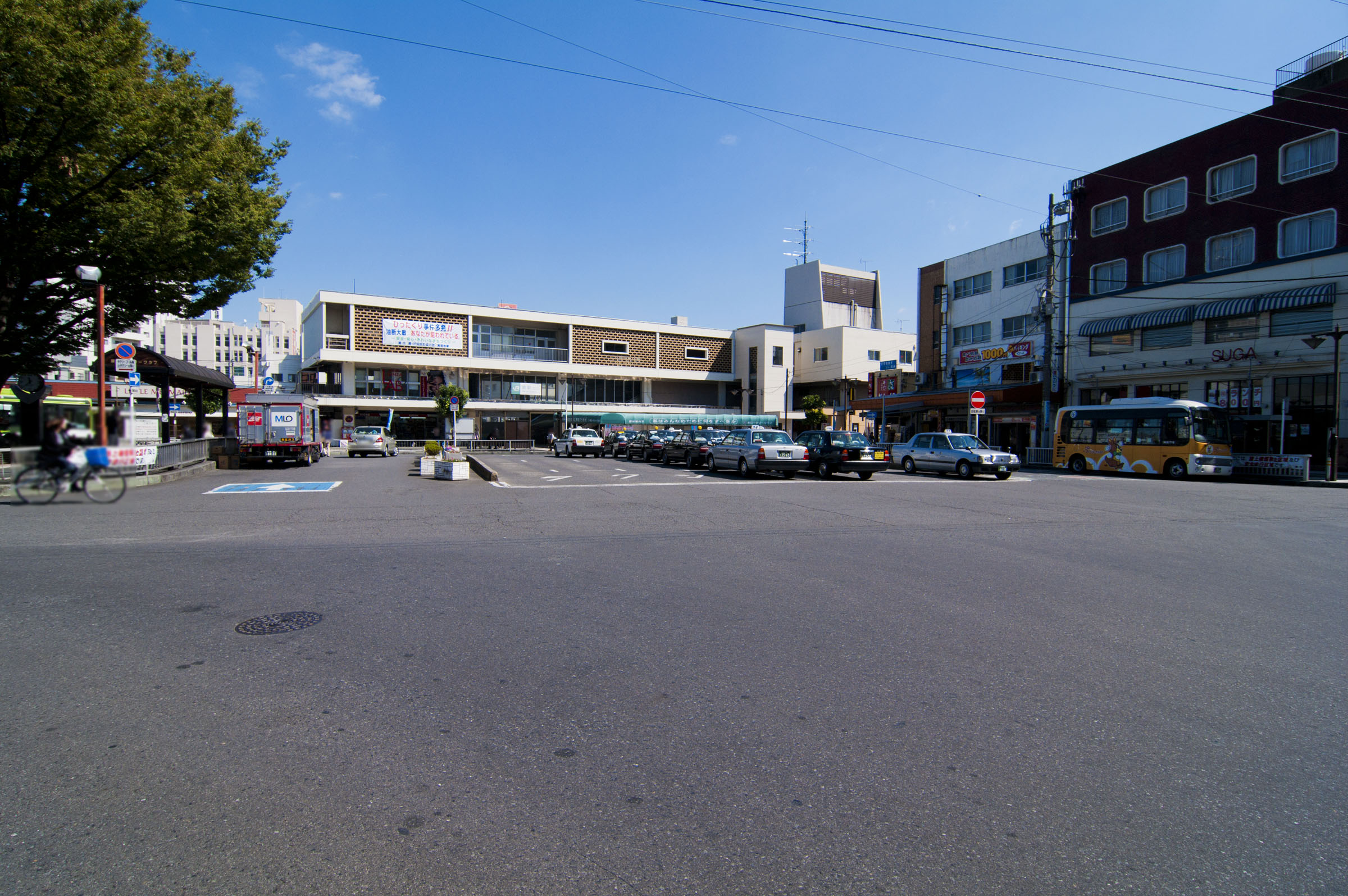
蕨駅西口

### 鉄道
JR東北本線が通り、電車線である京浜東北線の電車が停車する蕨駅の西口が中央一丁目にある。同線は列車線（旅客案内上は宇都宮線、高崎線、上野東京ライン）と貨物線（旅客案内上は湘南新宿ライン）が並行しているがホームはない。

### 道路
- 国道17号（地区の西境）
- 埼玉県道110号川口蕨線
- 埼玉県道111号蕨桜町線（市役所通り）
- 埼玉県道117号蕨停車場線
- 警察前通り
- 駅前通り
- 中央公園通り
- 要害通り
- 三蔵院通り
- 中央浄水場通り
- 下蕨本通り

## 施設
教育
- 蕨市立中央小学校（六丁目）
- 蕨市立中央東小学校（七丁目）

一丁目
- 武蔵野銀行蕨支店
- 三井住友銀行蕨支店
- シティタワー蕨

二丁目
- 城北信用金庫蕨支店
- 市営中央プール
- さくら保育園
- ちびっこ広場
- 中央浄水場
- 三蔵院
- 明星幼稚園
- 宝樹院

三丁目
- 埼玉りそな銀行蕨支店
- 中央公園
- 旭町公民館

四丁目
- 中央コミュニティセンター
  - 市民会館
- NTT蕨ビル
- 藤の湯
- 総合福祉児童センター
- 中の宮公園
- 和樂備神社
  - 蕨城址公園

五丁目
- 蕨市役所
- 商工会議所
- 長泉院
- 荘病院
- えなぎ保育園
- 川口信用金庫
- 歴史民俗資料館
  - 歴史民俗資料館分館
- 蕨郵便局

六丁目
- ひかり幼稚園
- 正蔵院
- 三機製作所

七丁目
- ちびっこ広場
- 下蕨公民館